# Pandora电台
Pandora是Pandora Media开发的网络电台，並由管理用户在其中输入自己喜欢的歌曲或艺人名，该服务将播放与之曲风类似的歌曲。用户对于每首歌或好或差的反馈，会影响Pandora之后的歌曲选择。在收听的过程中，用户还可以通过多个在线销售上购买歌曲或专辑。
Pandora基於OpenLaszlo，並由Music Genome Project管理，可以通過許多獨立的播放器訪問。2008年7月11日，Pandora通過iTunes App Store，發佈了為蘋果公司的iPhone、iPad和iPod Touch設計的移動版應用程序，支持的平台還包括Android、黑莓手機、WebOS（用於Palm Pre和Palm Pixi）和Windows Mobile。Pandora還曾是MSN電台的音樂提供商，直到2008年6月18日，MSN結束了他們的互聯網電台服務。
在IPO之前，Pandora拥有超过八千万用户并有来自八万艺术家的八十万首歌曲。
该服务有两种订阅方案：含有广告的免费订阅方案，以及不含广告的收费方案。免费帐号用户每月有40个小时的收听上限，如要取消时长限制，需要支付0.99美元。2011年9月，Pandora移除了这个限制。在Pandora移动版和电脑上的“Pandora in The Home”都含有广告。在2010年6月，Pandora电台的联合创始人蒂姆·韦斯特格林（Tim Westergren）表示，大部分用户选择了免费订阅方案。
2013年2月27日，Pandora公告，行動裝置版的免費帳號又再度恢復每月40小時的限制，電腦版的免費帳號則繼續維持沒有收聽時數限制的原狀。
2015年12月16日，Pandora新版税协议尘埃落定，对于非付费订购用户，每百首歌曲播放版税为17美分，高于此前提出的14美分。而付费订购用户的每百首歌曲播放版税为22美分。

## 外部連結
- （英文）Pandora全球（页面存档备份，存于）